# Хвороба К'ясанурського лісу
Хвороба К'ясанурського лісу (англ. Kyasanur Forest disease (KFD); також К'ясанурська лісова хвороба) — арбовірусна ендемічна геморагічна гарячка, яку передають кліщі.

## Історичні відомості
Навесні 1957 року серед людей, які мешкали біля лісу К'ясанур у штаті Карнатака (Майсур), Індія, було зафіксовано спалах тяжкої хвороби, яка одночасно спостерігалась серед диких приматів. Тоді було виділено новий вірус від них, хоча в природі багато видів мавп демонструють резистентність до хвороби.

## Актуальність
Щорічно в Індії виникає 400—500 випадків. Зареєстровано окремі спалахи, в яких летальність досягала 3,4 %. Хвороба трапляється також в Китаї. Ризик захворювання на ендемічних територіях зростає через вирубування лісів і тісніший контакт з мавпами, основним резервуаром вірусу.

## Етіологія
Вірус належить до вірусної групи кліщового енцефаліту. Ця група складається з споріднених вірусів, зокрема таких як віруси хвороби Люпіна, омської геморагічної гарячки, вірусу (збудника геморагічної гарячки з нирковим синдромом), кліщового енцефаліту.
Вірус містить сферичну позитивну одноланцюгову молекулу РНК завдовжки 11 000 баз. Зрілі віруси мають діаметр 50 нм і містять 3 структурних білка для капсиду, оболонки та мембрани. Ці віруси укорінюються до клітини через рецепторно-опосередкований ендоцитоз і проходять розмноження всередині клітини. Виявлено, що ураження цим вірусом смертельне у мишей і призводить до підвищення рівня прозапальних цитокінів у мозку. Проте вірус не був виявлений у внутрішніх органах.
У Саудівській Аравії, Єгипті циркулює схожий з вірусом хвороби К'ясанурського лісу вірус Алгурма, який також спричинює геморагічну гарячку. Ці віруси відійшли від одного предка близько 700 років тому, мають 89 % гомологічних нуклеотидів.

## Епідеміологічні особливості
Кліщ Haemaphysalis spinigera є ведучим переносником хвороб. Окрім нього, вірус був виділений ще з 16 видів кліщів. Дикі мавпи Presbytis entellus (чорнопикий лангур) і Macaca radiata (індійський макака), зазвичай заражаються через укуси інфікованих кліщів. Також вірус циркулює серед гризунів, руїни та птахів. Екологія К'ясанурського лісу характеризується високою вологістю і різноманітністю через наявність різних біотипів лісів. Висока вологість сприятлива для підтримання кліщів протягом року, а наявність лісу створює вкрай сприятливі умови для мешкання великої кількості мавп. Оскільки така екологічна специфіка рідко спостерігається в інших частинах Індії, таке поєднання екологічних факторів створило особливу географічну локалізацію вірусу лише у цьому регіоні Індії. Люди є тупиком інфекції, тому що в них у крові вірус не виявляється. Передача вірусу за межі К'ясанурського лісу відбувається через птахів, але формування сталого осередку не відбувається через відсутність щільних популяцій мавп. Захворюваності притаманна сезонність, випадки відбуваються переважно з січня по червень. Відмічені зараження під час дослідження збудника в лабораторних умовах.

## Патогенез
У патогенезі, який достеменно не з'ясовано, відзначають скупчення макрофагів та лімфоцитів у печінці та селезінці, помірну паренхіматозну дегенерацію там, а також свідчення фагоцитозу еритроцитів у селезінці. У окремих хворих розвивається геморагічна пневмонія. Патологічна фізіологія основних ознак пов'язана з порушенням гемопоезу і пошкодження капілярів і визначається специфічною локалізацією патологічного процесу. Можливо, що геморагічний синдром обумовлений дисемінованим внутрішньосудинним зверненням крові різної ступеня виразності. Там, де відбувається друга хвиля захворювання з неврологічними проявами виникає асептичний менінгіт, набряк мозку. Не виявлено таких результатів лабораторних досліджень, які б свідчили на користь енцефаліту в такій ситуації. Смерть у певної кількості хворих наступає на 2-й тиждень захворювання, в той момент, коли підвищується титр антитіл і температура у пацієнтів знижується. Смерті зазвичай передує кома, що є наслідком енцефалопатії. Морфологічні зміни включають також некроз середньої зони печінки та появу ацидофільних цитоплазматичних включень, що нагадують тіла Каунсільмена при жовтій гарячці, дистрофічні зміни в міокарді.

## Клінічні прояви

### Перша стадія
Інкубаційний період триває від 3 до 8 днів. Раптово підвищується температура тіла, з'являється озноб, головний біль та міальгії, особливо в гомілкових і поперекових м'язів. Розвивається лімфаденопатія, кон'юнктивіт, світлобоязнь (фотофобія), петехіальні крововиливи на слизових оболонках, кровотечі з носа, рота або шлунково-кишкового тракту. Проте немає ніяких доказів суттєвих порушень гемопоетичної системи або порушення судинної цілісності. Спостерігаються ретроорбітальний біль, кашель і біль у животі. Крім того, розвиваються поліартралгіі. Для початкової фази хвороби дуже характерни генералізована гіперестезія шкіри, апатія, прострація. Іноді виникає гепатоспленомегалія (одночасне збільшення розмірів печінки та селезінки).
З 3-4-го дня хвороби стан деяких хворих може погіршитися. З'являються нудота, блювання, рідкі випорожнення, звертають на себе увагу гіперемія видимих слизових оболонок, ін'єкція судин кон'юнктиви. На слизовій м'якого піднебіння виникають папуло-везікульозні елементи, що мають певне діагностичне значення. У ці ж терміни хвороби виникають кровотечі з носа, ясен, шлунково-кишкового тракту (у деяких хворих можна спостерігати гематемезис/криваве блювання). Нерідко спостерігається кровохаркання. Можливий й геморагічний висип на шкірі (пурпура). При вкрай тяжких формах перебігу хвороби температура тіла підвищується до 40-41°С, розвивається виражений геморагічний синдром, зневоднення організму, в 10 % випадків може настати смерть і це відбувається зазвичай на 7-9-й день хвороби.

### Друга стадія
Більшість пацієнтів починають відновлюватися через 14 днів, але в деяких випадках протягом 7-14 днів після ремісії спостерігається нова хвиля хвороби, в якій переважають неврологічні прояви, що можуть включати сильний головний біль, психічні розлади, тремор, ригідність потиличних м'язів, біль в очах і дефекти зору, рідше генералізовані судоми. Однак явних ознак менінгіту чи енцефаліту немає. Протягом декількох тижнів тривають тремтіння рук, слабкість, астенізація, які зрештою проходять. Довготривалі прояви зустрічаються рідко. Період реконвалесценції після другої хвилі триває загалом — 3-5 тижнів.

## Діагностика
При лабораторних дослідженнях під час першої стадії хвороби на 4-6-й день спостерігається лейкопенія зі зниженням загального кількості лейкоцитів до 3 × 109/л. Лейкопенія поєднується з нейтропенією, тромбоцитопенією. У сечі — помірна кількість лейкоцитів, клітини ниркового епітелію. Цереброспинальна рідина залишається нормальною.
На другій стадії хвороби розвивається помірний лейкоцитоз. Результати дослідження цереброспинальної рідини свідчать про серозний менінгіт.
Специфічна діагностика включає використання полімеразну ланцюгову реакцію (ПЛР) з визначенням РНК вірусу в реальному часі та дослідження антитіл класу IgM за допомогою імуноферментного аналізу (ELISA).

## Лікування
Етіотропне лікування не розроблене. Необхідна рання госпіталізація та підтримуюча терапія, яка включає боротьбу з дегідратацією та геморагічним синдромом.

## Профілактика
Неспецифічна профілактика включає використання в ендемічних зонах акарицидних засобів у місцях виплоду кліщів. Індивідуальна профілактика присмоктування кліщів (носіння в природному осередку одягу із щільної тканини, який облягає шкіру, із рукавами і штанинами, що зав'язуються, головних уборів або косинок, використання репелентів). Ізоляція хворих, проведення дезінфекції в осередку. Специфічна профілактика — існує вакцина, яка містить формалін-інактивований вірус. Вона має показник ефективності 62,4 % для осіб, які отримали дві дози. Для осіб, які отримали ще одну додаткову дозу, ефективність збільшується до 82,9 %